# Стара Рудниця
Стара Рудниця (пол. Stara Rudnica, нім. Altrüdnitz) — село в Польщі, у гміні Цединя Грифінського повіту Західнопоморського воєводства.
Населення — 148 осіб (2011).
У 1975-1998 роках село належало до Щецинського воєводства.

## Демографія
Демографічна структура станом на 31 березня 2011 року:
|          | Загалом | Допрацездатний вік | Працездатний вік | Постпрацездатний вік |
| -------- | ------- | ------------------ | ---------------- | -------------------- |
| Чоловіки | 74      | 21                 | 48               | 5                    |
| Жінки    | 74      | 14                 | 41               | 19                   |
| Разом    | 148     | 35                 | 89               | 24                   |